# Craig Storie
Craig Storie (* 13. Januar 1996 in Carluke) ist ein schottischer Fußballspieler, der bei Brechin City spielt.

## Karriere

### Verein
Craig Storie kam ab der Saison 2012/13 für die erste Mannschaft des FC Aberdeen zum Einsatz. Er debütierte am 27. April 2013 im Spiel gegen den FC Kilmarnock, bei dem er in der Startaufstellung stand, und nach der Halbzeitpause durch Gavin Rae ersetzt wurde. Im November 2013 wurde Storie an Forfar Athletic verliehen, und dort bis zum Jahresende viermal in der Second Division spielte.

### Nationalmannschaft
Craig Storie kam von 2010 bis 2012 insgesamt 14-mal für die Schottischen Juniorennationalmannschaften der U-15, U-16 und U-17 zum Einsatz, und konnte drei Treffer erzielen.